# 志鈞
志钧（1866年—1921年）满洲镶黄旗人，富察氏，字宝臣，清朝外戚、三等承恩公。

## 生平
他是景寿的季子，光绪十二年十二月甲戌，作为春福的嗣子，袭三等承恩公。 后来他曾任镶红旗汉军副都统、镶红旗护军统领、资政院钦选议员。1921年逝世。

## 家庭
- 生父：景寿
- 嗣父：春福
- 妻：奉恩辅国公載燦之女。[5]
- 子：榮齡、榮綿
- 孙女：榮齡之女嫁光绪乙未进士宗室寶銘之孙宗室華恕。[6]